# USB

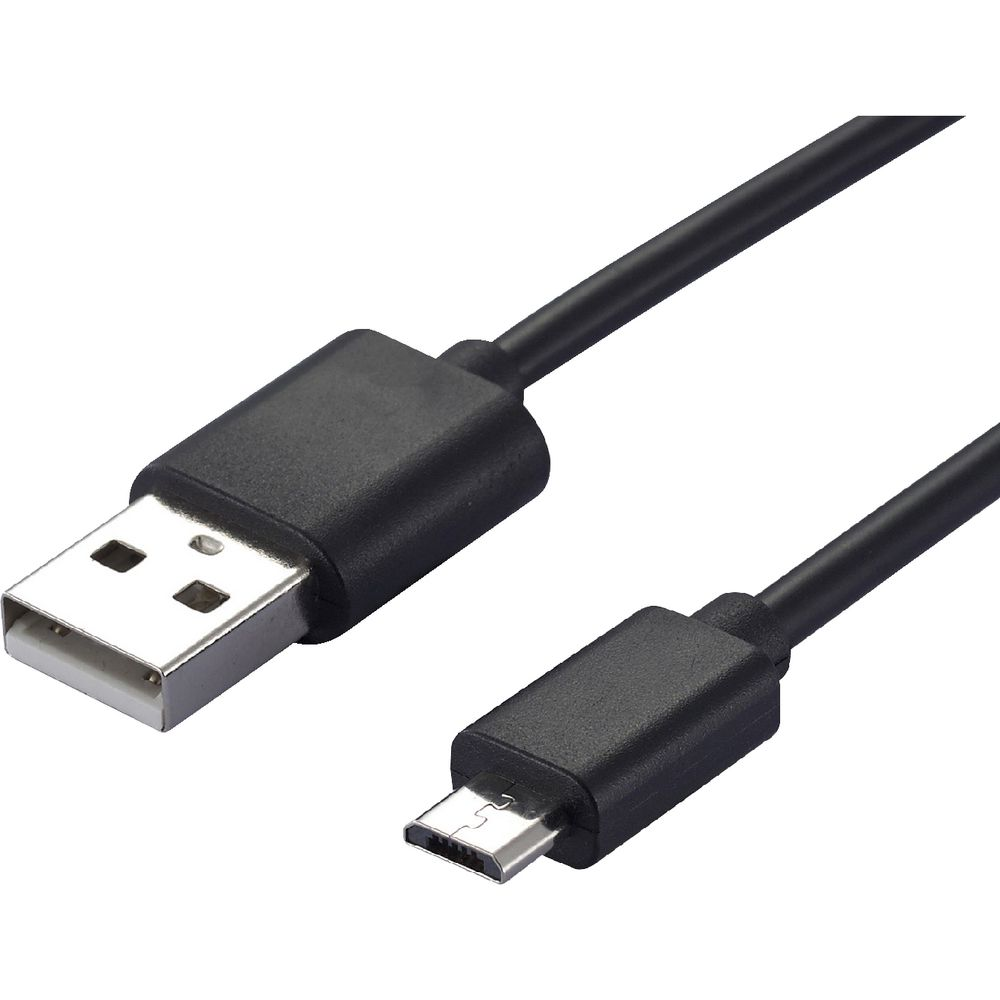
Konektory USB-A a micro USB-B

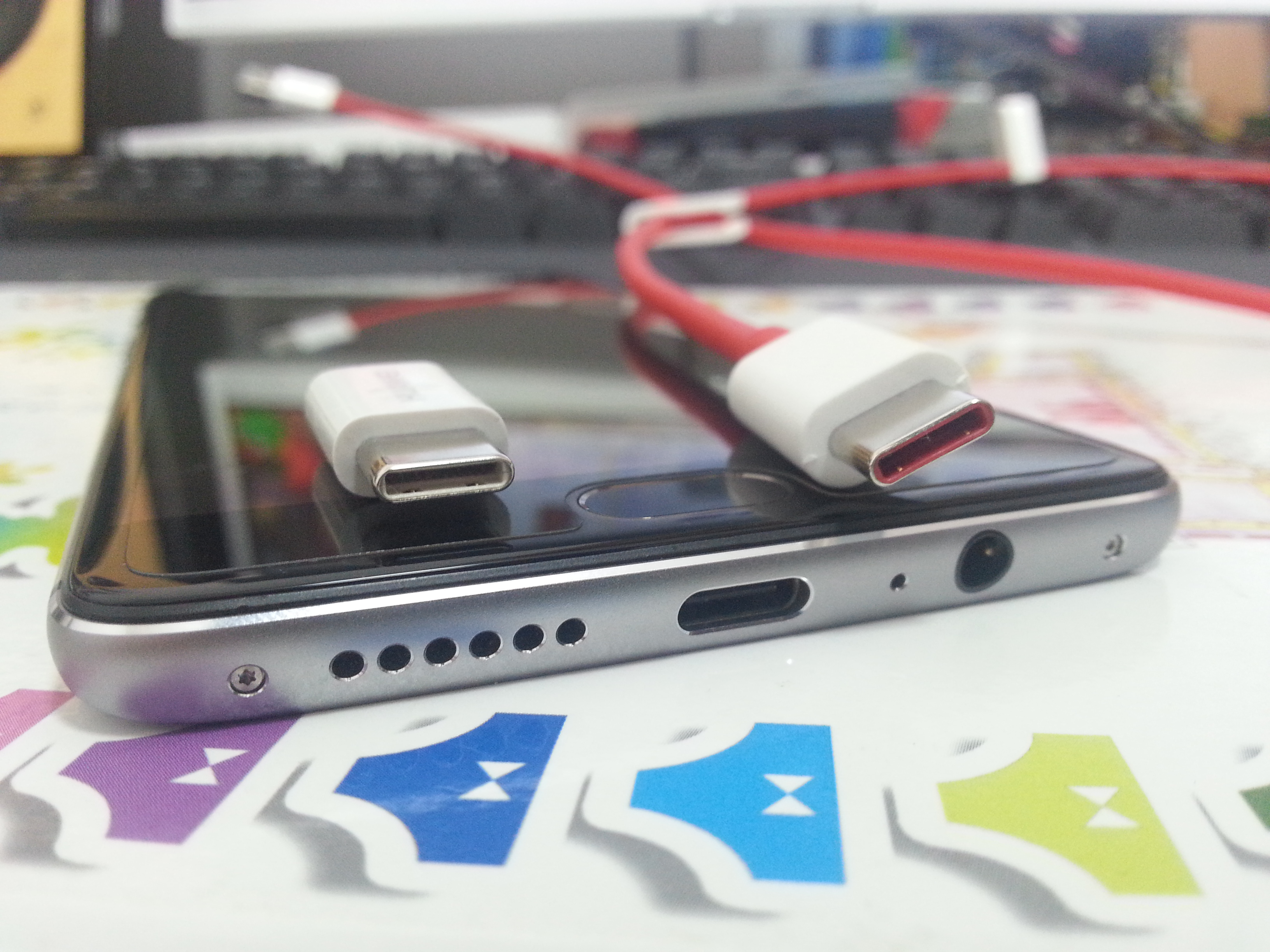
USB-C – konektory a zásuvka chytrého telefonu

Universal Serial Bus (USB) je univerzální sériová sběrnice užívaná od roku 1996, která slouží zejména k připojení periferií k počítači, nabíjení chytrých telefonů a dalších elektronických zařízení a přenosu dat. 
Základní dělení je podle rychlosti přenosu dat (USB 1–4), podle typu konektoru (USB A, B, C, mini, micro ap.) a podle příkonu udávaného ve wattech (rychlosti nabíjení). Ve 20. letech 21. století jsou nejběžnější USB 2.0 (480 Mbit/s) a USB 3.0 (5 Gbit/s), konektory USB-A a micro USB-B a modernější a univerzální USB-C. 

## Charakteristika
USB je sběrnice jen s jedním zařízením typu Master, tj. všechny aktivity vycházejí z PC.
Data se vysílají v krátkých paketech o 8 bajtech a delších paketech o délce až 256 bajtů. PC může požadovat data od zařízení, naopak žádné zařízení nemůže vysílat data samo od sebe.
Veškerý přenos dat se uskutečňuje v tzv. rámcích, které trvají přesně 1 milisekundu. Uvnitř jednoho rámce mohou být postupně zpracovávány pakety pro několik zařízení. Přitom se mohou spolu vyskytovat pomalé (low-speed) i rychlé (full-speed) pakety. Obrací-li se PC na více zařízení, zajišťuje jejich rozdělení jako rozdělovač sběrnice (hub). Zabraňuje také, aby signály s plnou rychlostí (full-speed) byly vedeny na pomalá zařízení. Časový průběh přenosu informace je předepisován výhradně masterem. Zařízení typu slave se musí synchronizovat s datovým tokem.
Jednotlivé bity jsou kódovány metodou Non Return to Zero Inverted (NRZI). Nuly v datech vedou ke změně úrovně, jedničky nechávají úroveň beze změny. Kódování a dekódování signálů je čistě hardwarovou záležitostí. Přijímač musí být schopen získat signál, přijmout a dekódovat data. Speciální prostředky zajišťují, aby nedocházelo ke ztrátě synchronizace.
Obsahuje-li původní datový tok šest po sobě jdoucích jedniček, přidá vysílač automaticky jednu nulu (vkládání bitů – bit-stuffing), aby se tím vynutila změna úrovně. Přijímač tuto nulu z datového toku opět odstraní. Každý datový paket má za účelem synchronizace speciální zaváděcí bajt (00000001b). Přijímač v důsledku kódování NRZI a vsouvání bitů vidí osm střídajících se bitových stavů, na které se může synchronizovat. Během následujícího přenosu musí synchronizace zůstat zachována. Všechny tyto procesy se odehrávají pouze v odpovídajících hardwarových součástkách. Přijímač a vysílač jsou realizovány vždy společně v jedné součástce.
Zařízení USB obsahuje jednotku zvanou Serial Interface Engine (SIE), která přebírá vlastní práci. K výměně dat mezi SIE a zbytkem zařízení slouží buffery FIFO. FIFO jsou paměti, které mohou postupně přijímat a vydávat data podobně jako posuvné registry. Připojený mikrořadič tedy potřebuje jen přečíst data z FIFO a jiná data do FIFO zapsat. Ve většině případů je SIE součástí mikrořadiče USB. Zařízení USB má obecně několik pamětí FIFO, jejichž prostřednictvím je možno přenášet data.
Například myš, která je připojena přes USB, má vždy koncovou endpoint 0 a endpoint 1. Endpoint 0 se používá při inicializaci. Vlastní užitková data se z mikrořadiče v určitých časových odstupech zapisují do endpointu 1 a odtud si je vybírá PC. USB software tvoří tzv. roury (pipes) k jednotlivým endpointům (koncovým adresám). Jedna pipe je logický kanál k jednomu endpointu v jednom zařízení. Pipe si můžeme představit jako datový kanál tvořený jediným vodičem. Ve skutečnosti však jsou data v pipe přenášena jako datové pakety v milisekundových rámcích a hardwarem rozdělována na reálné paměti podle jejich koncové (endpoint) adresy. Jedno zařízení může současně používat několik rour (pipes), takže přenosová rychlost celkově vzroste.

### Základní vlastnosti
- Maximální délka kabelu mezi sousedními zařízeními je 5 m, jedná se o délku, která je garantovaná. Delší kabel může být, ale nemusí už správně fungovat přenos dat. Kabel obsahuje 4 vodiče. Dva jsou pro napájení (5 V a zemnění). Druhý pár je kroucený a slouží pro přenos dat.
- I ta nejnižší přenosová rychlost mnohonásobně překračuje možnosti sériového portu. (Při porovnání obou portů je však třeba brát v úvahu i to, že jedno zařízení si nikdy nemůže nárokovat celou šířku pásma.)
- Sběrnice USB přináší tu výhodu, že při připojení přídavného rozdělovače sběrnice (hub) jsou k dispozici tři nové porty.
- Celkem je možno na USB připojit až 127 zařízení.
- Nevýhodou pro amatérského vývojáře je velká složitost USB. Na straně přístroje je třeba použít buďto převodník na USB nebo softwarovou knihovnu. Knihovna komunikuje obvykle jako HID zařízení, která zabere část výpočetního výkonu a řádově kB programové paměti; dále komunikace vyžaduje poměrně rychlé taktování mikrokontroleru. Na straně PC je nutný ovladač. Pro zprovoznění byť jednoduché komunikace je tedy třeba využívat USB knihovny na obou stranách. To se ale dnes řeší pomocí specializovaných obvodů typu FTDI233L
- Kdo se chce vážně zabývat vývojem, stojí ještě před další překážkou: každé zařízení USB má interní číslo dodavatele (vendorlD), které je oficiálně udělováno organizací USB. Zařízení je možno dodávat na trh jen s platným VID. (Mnohdy se od tohoto modelu upouští a používají se takzvané generické třídy. Odpadá tím i nutnost vývoje vlastního USB ovladače. Příkladem budiž jeden z nejrozšířenějších obvodů FTDI232.)

### Plug and Play
Výhodou je možnost připojování Plug & Play bez nutnosti restartování počítače nebo ručního instalování ovladačů. Zařízení lze připojit za chodu k počítači a během několika sekund je přístupné.
Při připojení nového zařízení nejprve hub podle zdvižené datové linky pozná, že se objevilo nové
zařízení. Pak proběhnou následující kroky:
1. Hub informuje hostitelský počítač o tom, že bylo připojeno nové zařízení.
2. Hostitelský počítač se dotáže hubu, na který port bylo zařízení připojeno.
3. Po doručení odpovědi vydá počítač příkaz tento port zapnout a provést vynulování (reset) sběrnice.
4. Hub vyrobí nulovací signál (reset) o délce 10 ms. Uvolní pro zařízení napájecí proud 100 mA. Zařízení je nyní připraveno a odpovídá na implicitní (default) adrese.
5. Než zařízení USB obdrží svou vlastní adresu sběrnice, je možno se na ně obracet přes implicitní adresu 0. Hostitel si přečte první bajty popisovače zařízení, aby stanovil, jakou délku mohou mít datové pakety.
6. Hostitel přiřadí zařízení jeho adresu na sběrnici.
7. Hostitel si ze zařízení pod novou sběrnicovou adresou načte všechny konfigurační informace.
8. Hostitel přiřadí zařízení jednu z možných konfigurací. Zařízení nyní může odebírat tolik proudu, kolik je uvedeno v jeho popisovači. Tím je připraveno k použití.

### Datový přenos
Dvojice datových vodičů (DATA+ a DATA−, standardně zelený a bílý vodič) je kroucená, vodiče VCC (+5 V, červený) a GND (černý) nikoli. Celý kabel je potom stíněný hliníkovou fólií.

### Napájení

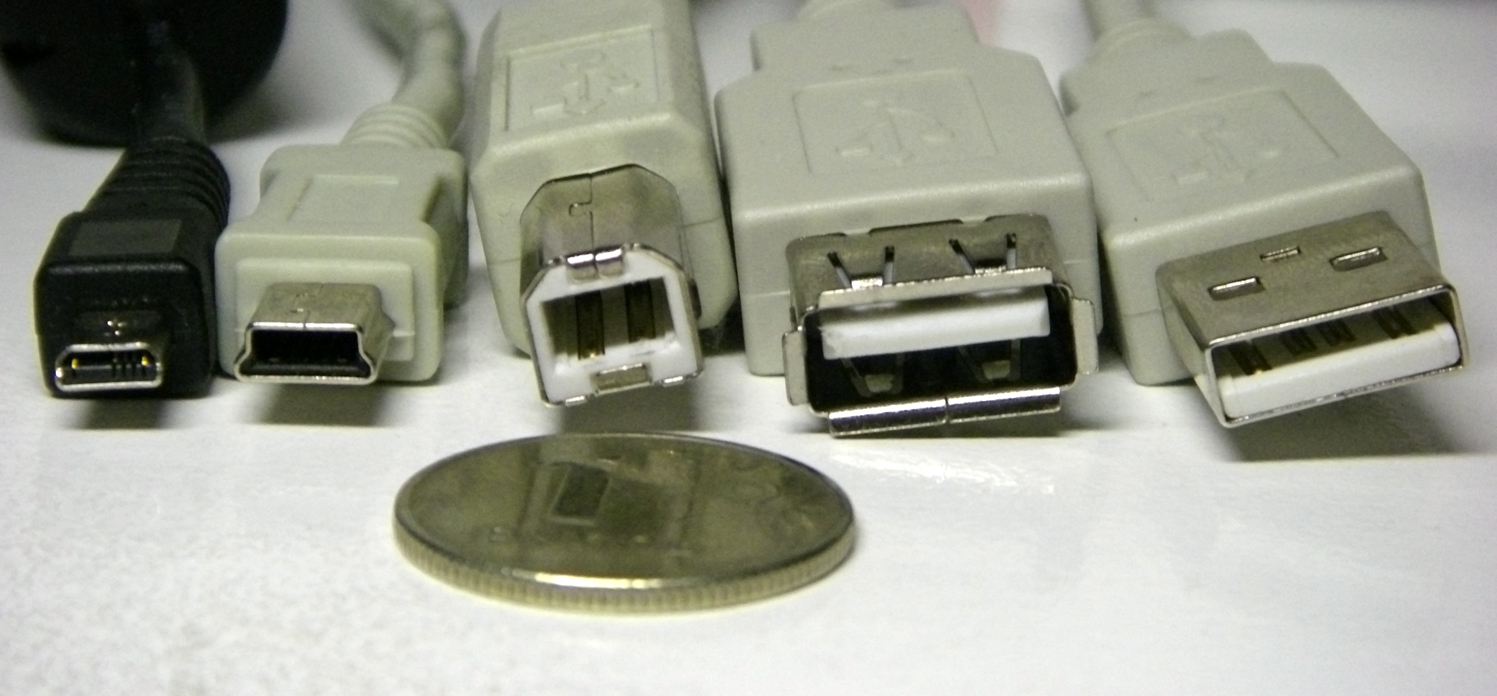
Různé typy konektorů USB, zleva: nestandardní USB fotoaparátů Lumix, mini USB, typ B, samice typ A, typ A; pro srovnání 1rublová mince

Rozlišuje se mezi zařízeními s vlastním napájecím zdrojem a zařízeními, která jsou napájena přes sběrnici USB. V mnoha případech je možno volit oba způsoby. Zařízení pak má například konektor pro napájecí zdroj, který je možno volitelně propojit s externím napájecím zdrojem. Podle specifikace USB je proudový odběr ze sběrnice automaticky omezen. Je-li tudíž odebírán větší proud než přípustný, napájení by mělo být odpojeno. Připojeným zařízením USB poskytuje i stejnosměrné napájecí napětí 5 V (přípustné meze jsou 4,4–5,25 V). Připojené zařízení tak může po sběrnici odebírat proud až 100 mA, v případě potřeby může zařízení ve standardu USB 2 požádat o větší proud, maximálně však o 500 mA. U osobních počítačů občas bývají napájecí vodiče sběrnice vyvedeny přímo ze zdroje počítače a USB zařízení připojené k počítači tak může odebírat i mnohem vyšší proud. Tohoto triku zneužívají například některé externí USB pevné disky, jejichž odběr je vyšší než požadovaných 500 mA a které po připojení k některému počítači nemusí fungovat.
| Standard                     | USB 1.0 1996             | USB 1.1 1998             | USB 2.0 2001          | USB 2.0 Revidovaný    | USB 3.2 Gen 1 2008    | USB 3.2 Gen 2 2013    | USB 3.2 Gen 2x2 2017  | USB4 2019             | USB4 V2 2022          |
| ---------------------------- | ------------------------ | ------------------------ | --------------------- | --------------------- | --------------------- | --------------------- | --------------------- | --------------------- | --------------------- |
| Maximální přenosová rychlost | 1.5 Mbps                 | 12 Mbps                  | 480 Mbps              | 480 Mbps              | 5 Gbps                | 10 Gbps               | 20 Gbps               | 40 Gbps               | 80 Gbps               |
| Konektor typ A               |                          |                          |                       |                       |                       |                       | -                     | -                     | -                     |
| Konektor typ B               |                          |                          |                       |                       |                       |                       | -                     | -                     | -                     |
| Konektor Mini-A              | —                        |                          |                       |                       | -                     | -                     | -                     | -                     | -                     |
| Konektor Mini-B              | —                        |                          |                       |                       | -                     | -                     | -                     | -                     | -                     |
| Konektor Mini-AB             | —                        | —                        | —                     |                       | -                     | -                     | -                     | -                     | -                     |
| Konektor Micro-A             | —                        | —                        | —                     |                       |                       |                       | -                     | -                     | -                     |
| Konektor Micro-B             | —                        | —                        | —                     |                       |                       |                       | -                     | -                     | -                     |
| Konektor Micro-AB            | —                        | —                        | —                     |                       |                       |                       | -                     | -                     | -                     |
| Konektor typ C               | Jen zpětná kompatibilita | Jen zpětná kompatibilita | (klikněte pro detail) | (klikněte pro detail) | (klikněte pro detail) | (klikněte pro detail) | (klikněte pro detail) | (klikněte pro detail) | (klikněte pro detail) |

## Historie

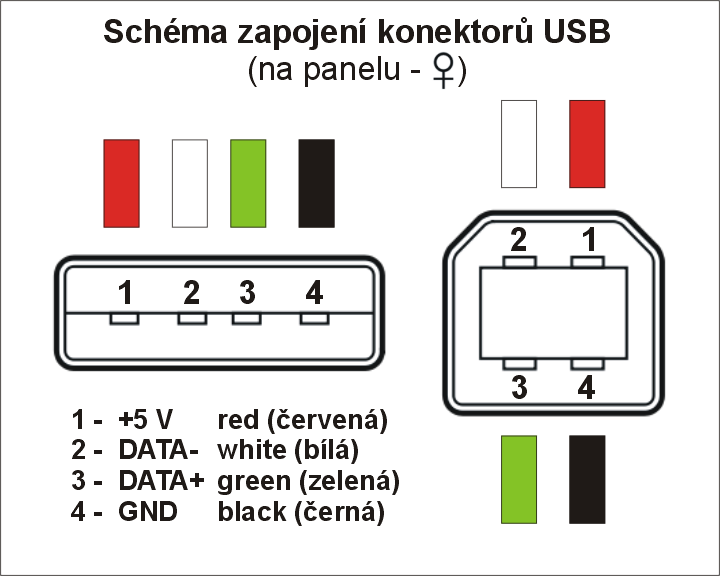
Zapojení vývodů konektorů A a B na panelu

USB vzniklo za spolupráce firem Compaq, Hewlett-Packard, Intel, Lucent, NEC, Microsoft a Philips. Nahrazuje rozsáhle používaný sériový port RS-232. Univerzální sériová sběrnice ulehčuje obecně práci uživateli a má větší šířku pásma než sériový port RS-232. První specifikace USB byla navržena v roce 1995, jako levné univerzální rozhraní pro externí zařízení, která vystačí s nižší průchodností dat. Jeho účelem bylo sjednotit způsob připojování těchto periférií.
Skutečného rozšíření se dočkalo až v roce 1998, a to pravděpodobně díky dvěma faktům. Jednak byl na trh uvedený revoluční počítač iMac firmy Apple. Tento barevný poloprůhledný počítač byl jako první na světě vybaven pouze porty USB a podnítil výrobce k většímu zájmu o výrobu USB periférií a příslušenství. Počítačů iMac se prodalo za celou dobu produkce několik miliónů kusů a mimo své úlohy na rozšíření USB znamenal také návrat firmy Apple na stoly běžných spotřebitelů. Druhým podnětem pro zahájení hromadné výroby USB periferií bylo uvedení operačního systému Microsoft Windows 98 (25 milionů prodaných licencí za rok 1998). Do té doby používané Windows 95 totiž podporovaly USB pouze od verze OEM Service Release 2.1 bez možnosti doinstalování do starších verzí, koncové verze Windows 95 (tzv. „krabicové“) USB nepodporovaly vůbec.

### USB 1.1
Ve verzi USB 1.1 existují pomalá (Low-Speed) zařízení s přenosovou rychlostí 1,5 Mbit/s (187,5 kB/s) a rychlá zařízení (Full-Speed) s rychlostí 12 Mbit/s (1,5 MB/s). USB 1.1 však nebylo schopno konkurovat vysokorychlostním rozhraním, např. FireWire (IEEE 1394) od firmy Apple (400 Mbit/s; až 63 zařízení).

### USB 2.0
V roce 1999 se začalo uvažovat o druhé generaci USB, která by byla použitelná i pro náročnější zařízení (např. digitální kamery). Tato nová verze, označovaná jako USB 2.0, přišla v roce 2000 a nabídla maximální rychlost 480 Mbit/s (60 MB/s) v režimu Hi-Speed, avšak zachovala zpětnou kompatibilitu s USB 1.1 (režimy Low-Speed a Full-Speed).

#### USB nabíječky

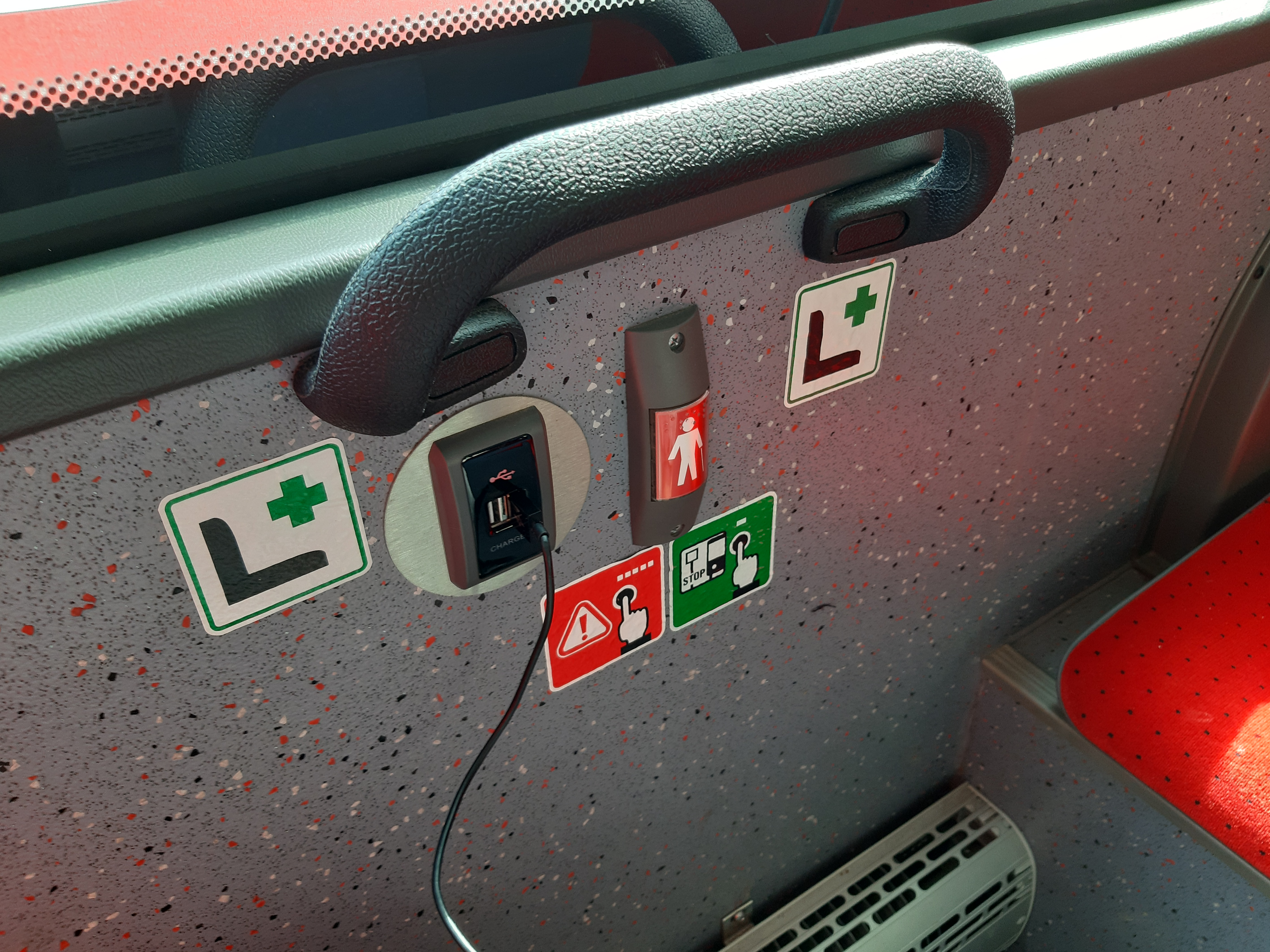
Slot pro USB nabíjení v autobusu.

Většina síťových zdrojů k nabíjení mobilních telefonů je v dnešní době sjednocená a má výstup pro USB kabel. Aby mohl být síťový zdroj co nejjednodušší, je řízení nabíjení integrováno do regulátoru v přístroji (mobilním telefonu, tabletu,...). Nabíjecí elektronika zjistí, že je připojená ke zdroji schopnému dodávat větší proud, otestováním odporu mezi datovými vodiči – má být mezi 0 a 200 Ohmy.

### USB 3.1 generace 1 (přejmenováno z původního označení USB 3.0)

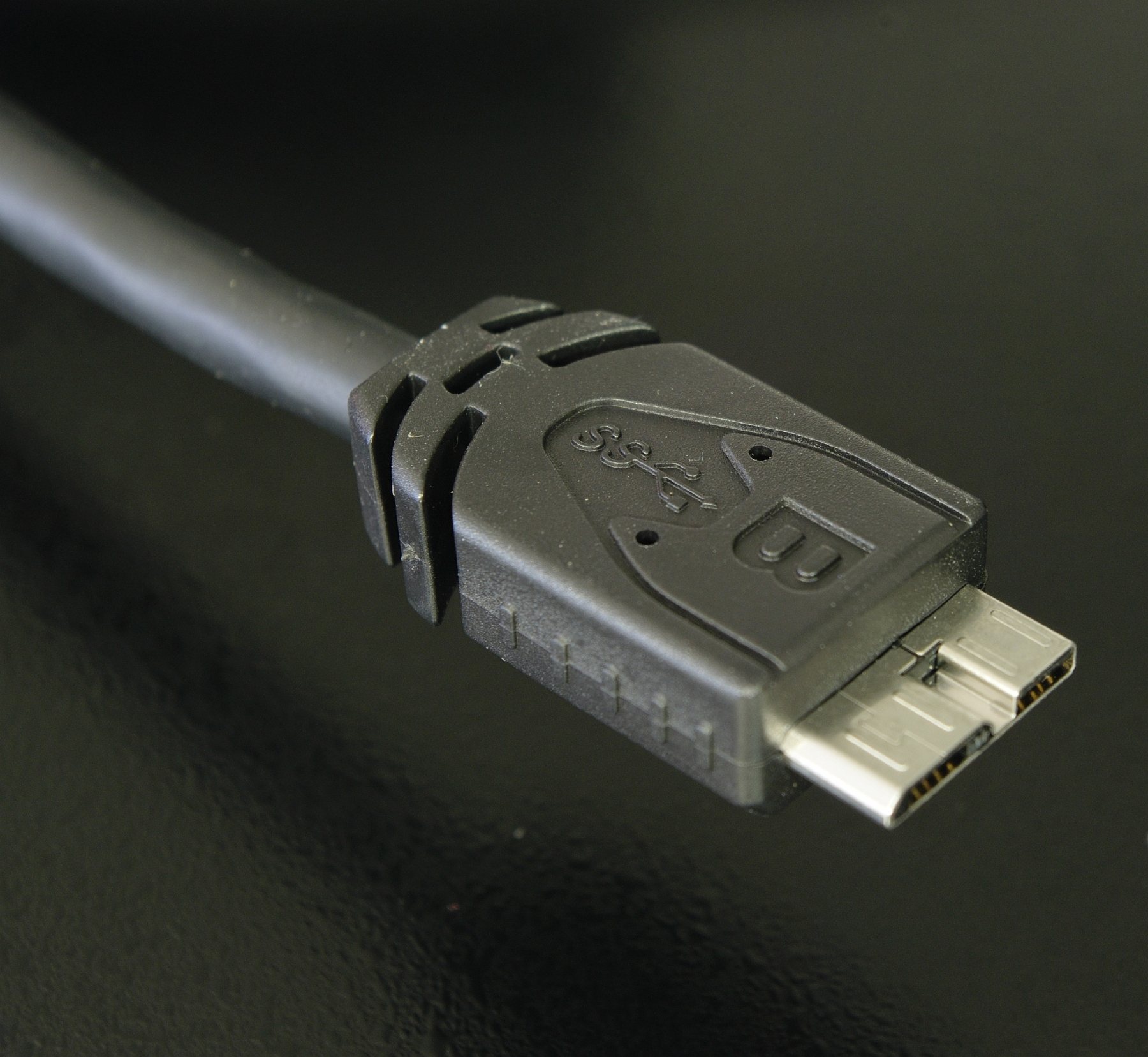
USB 3.0 Micro-B connector

Třetí verze (označovaná také jako Superspeed USB) byla hotová již 17. listopadu 2008, ale pravděpodobně kvůli finanční krizi se její masové rozšíření opozdilo a rozvíjet se začíná až roku 2010. USB 3.1 disponuje více než desetinásobnou rychlostí, přenosová rychlost je 5 Gbit/s (671 MB/s). Nová technologie má 9 vodičů namísto původních 4 (datové vodiče jsou již 4), přesto zpětně podporuje USB 2.0 a slibuje možnou nižší spotřebu energie (díky Power managementu). Díky tomu je možné používat libovolnou kombinaci zařízení a portů USB 2.0 a USB 3.1.
| Pin  | barva    | význam (konektor A) | význam (konektor B) |
| ---- | -------- | ------------------- | ------------------- |
| 1    | červená  | Vcc                 | Vcc                 |
| 2    | bílá     | D−                  | D−                  |
| 3    | zelená   | D+                  | D+                  |
| 4    | černá    | GND                 | GND                 |
| 5    | modrá    | StdA_SSRX−          | StdA_SSTX−          |
| 6    | žlutá    | StdA_SSRX+          | StdA_SSTX+          |
| 7    | kryt     | GND_DRAIN           | GND_DRAIN           |
| 8    | fialová  | StdA_SSTX−          | StdA_SSRX−          |
| 9    | oranžová | StdA_SSTX+          | StdA_SSRX+          |
| kryt | -        | stínění             | stínění             |

| PIN  | význam     | popis                                         |
| ---- | ---------- | --------------------------------------------- |
| 1    | Vcc        | napájení                                      |
| 2    | D-         | rozdílový pár USB 2.0                         |
| 3    | D+         | rozdílový pár USB 2.0                         |
| 4    | GND        | zem napájení                                  |
| 5    | StdB_SSTX- | superrychlostní vysílač diferenciálního páru  |
| 6    | StdB_SSTX+ | superrychlostní vysílač diferenciálního páru  |
| 7    | GND_DRAIN  | zem signálu                                   |
| 8    | StdB_SSRX- | superrychlostní přijímač diferenciálního páru |
| 9    | StdB_SSRX+ | superrychlostní přijímač diferenciálního páru |
| 10   | DPWR       | napájení zajišťuje zařízení                   |
| 11   | DGND       | zem pro DPWR                                  |
| kryt | stínění    | kryt                                          |

### USB 3.1 generace 2
Verze 3.1, též pod názvem USB SuperSpeed+ 3.1, byla představena 31. července 2013.. Hlavní avizovanou vlastností byla zpětná kompatibilita a plánovaná rychlost 10 Gb/s, čímž se vyrovná konkurenčnímu Thunderboltu první verzi (možná neaktuální).

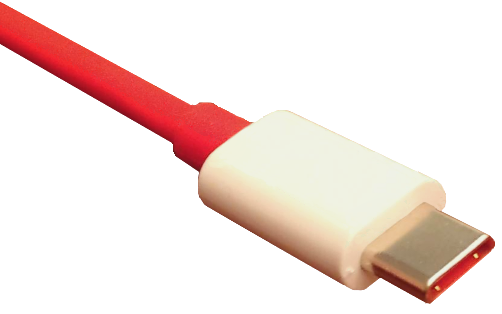
USB-C

### USB4
USB4 verze 1.0 byla vydána 29. srpna 2019. Specifikace USB4 je založen na protokolu Thunderbolt 3, který věnovala USB Implementers Forum firma Intel. USB4 umožňuje dynamicky sdílet jeden vysokorychlostní přenosový kanál mezi více koncovými zařízeními. Na rozdíl od předchozích verzí USB protokolu je USB4 definováno už jen pro konektor USB-C.
Specifikace USB4 2.0 zveřejněnilo USB Implementers Forum dne 18. září 2022.

### Označení jednotlivých verzí
Označení jednotlivých verzí USB může být matoucí:
| Generace        | Rok vydání | Přenosová rychlost | Přenosová rychlost | Označení            | Poznámka                     |
| --------------- | ---------- | ------------------ | ------------------ | ------------------- | ---------------------------- |
| USB 1.0         | 1996       | 1,5 Mbps           | 187,5 kB/s         | Low Speed           |                              |
| USB 1.1         | 1996       | 12 Mbps            | 1,5 MB/s           | Full Speed          |                              |
| USB 2.0         | 2001       | 480 Mbps           | 60 MB/s            | High Speed          |                              |
| USB 3.0         | 2011       | 5 Gbps             | 625 MB/s           | Super Speed         |                              |
| USB 3.1 Gen 1   | 2014       | 5 Gbps             | 625 MB/s           | Super Speed         | = USB 3.0                    |
| USB 3.1 Gen 2   | 2014       | 10 Gbps            | 1,25 GB/s          | Super Speed+        |                              |
| USB 3.2 Gen 1   | 2017       | 5 Gbps             | 625 MB/s           | Super Speed         | = USB 3.1 Gen 1 = USB 3.0    |
| USB 3.2 Gen 2   | 2017       | 10 Gbps            | 1,25 GB/s          | Super Speed 10 Gbps | = USB 3.1 Gen 2              |
| USB 3.2 Gen 2×2 | 2017       | 20 Gbps            | 2,5 GB/s           | Super Speed 20 Gbps |                              |
| USB4            | 2019       | 40 Gbps            | 5 GB/s             | Super Speed 40 Gbps | definován už pouze pro USB-C |
| USB4 2.0        | 2022       | 80 Gbps            | 10 GB/s            |                     |                              |

### Wireless USB
V roce 2009 byla představena technologie Wireless USB. Předpokládané rychlosti byly od 110 Mbit/s na vzdálenost 10 metrů až po 480 Mbit/s na vzdálenost 3 metrů. Připojit mělo jít až 127 zařízení sdílejících tuto sběrnici – standard měl také přinést zjednodušenou správu a sdílení zařízení mezi více PC.
Standard byl opuštěn, nevyrábí se pro něj žádná zařízení. Z Linuxu verze 5.7 byl také odstraněn.

## USB Battery Charging
USB Battery Charging (BC) definuje USB port, kterým může být nabíjecí výstupní port (CDP), který zárověň přenáší i data, nebo vyhrazený nabíjecí port (DCP) bez přenosu dat. Vyhrazené nabíjecí porty DCP jsou na napájecích USB adaptérech dodávajících proud do připojených zařízení nebo baterií. Nabíjecí porty na zařízeních s oběma druhy portů jsou označeny.

## USB Power Delivery
| Profil | +5 V        | +12 V       | +20 V        |
| ------ | ----------- | ----------- | ------------ |
| 0      | rezervováno | rezervováno | rezervováno  |
| 1      | 2 A, 10 W   | —           | —            |
| 2      | 2 A, 10 W   | 1.5 A, 18 W | —            |
| 3      | 2 A, 10 W   | 3.0 A, 36 W | —            |
| 4      | 2 A, 10 W   | 3.0 A, 36 W | 3.0 A, 60 W  |
| 5      | 2 A, 10 W   | 5.0 A, 60 W | 5.0 A, 100 W |

| Příkon  | Minimální USB‑C kabel | Napětí | Proud   |
| ------- | --------------------- | ------ | ------- |
| ≤ 15 W  | Jakýkoliv             | 5 V    | ≤ 3.0 A |
| ≤ 27 W  | Jakýkoliv             | 9 V    | ≤ 3.0 A |
| ≤ 45 W  | Jakýkoliv             | 15 V   | ≤ 3.0 A |
| ≤ 60 W  | Jakýkoliv             | 20 V   | ≤ 3.0 A |
| ≤ 100 W | 5 A nebo 100 W        | 20 V   | ≤ 5.0 A |
| ≤ 140 W | 240 W                 | 28 V   | ≤ 5.0 A |
| ≤ 180 W | 240 W                 | 36 V   | ≤ 5.0 A |
| ≤ 240 W | 240 W                 | 48 V   | ≤ 5.0 A |

Pravidla pro USB Power Delivery rev. 3.1

Před uvedením (rozšířením) standardu USB-PD (USB Power Delivery) používali výrobci mobilních zařízení vlastní proprietální protokoly, které umožnily překročit maximálních 7,5 W, který je definován USB Battery Charging specifikací (BCS). Například standard Quick Charge od firmy Qualcomm je ve verzi 2.0 schopen dodávat při vyšším napětí 18 W, standard VOOC od firmy Oppo, který je schopen dodávat 20 W při standardním napětí 5 V nebo Pump Express od firmy MediaTek. Některé rychlonabíjecí technologie, jako například Quick Charge 4, jsou zpětně kompatibilní s USB-PD.
V červenci 2012 USB Promoters Group oznámila finalizaci standardu USB Power Delivery (USB-PD, USB PD rev. 1), což je rozšíření které umožňuje pomocí certifikovaných USB kabelů s USB konektory typu A a B přenést k zařízením zvýšený příkon (tj. přes hranici 7,5 W). Kabel indikuje svoje vyšší schopnosti u konektorů USB-PD A a B pomocí mechanického odlišení, zatímco micro USB konektory indikují svoji schopnost pomocí rezistoru nebo kondenzátoru připojeného na ID pin. USB-PD zařízení mohou požadovat vyšší napětí a proud od vyhovujících protějšků –⁠ až 2 A pro napětí 5 V (příkon 10 W) a volitelně až 3 A nebo 5 A při napětí 12 V (36 nebo 60 W) nebo při napětí 20 V (60 W nebo 100 W). Ve všech případech je dovolen tok proudu v obou směrech.
V květnu 2021 vydalo USB PD promoter group specifikaci verze 3.1, která přidává režim Extended Power Range (EPR), který umožňuje vyšší napětí napájení 28, 36 a 48 V, což poskytuje příkon až 240 W (48 V při 5 A). Poskytuje také protokol Adjustable Voltage Supply (AVS), který umožňuje nastavit napětí mezi 15 a 48 V s krokem po 100 mV. Vyšší napětí vyžaduje elektronicky označené EPR kabely, které podporují proud 5 A a obsahují mechanické vylepšení konektorů podle standardu USB Type-C rev. 2.1. Původní napájecí režimy byly zpětně přejmenovány na Standard Power Range (SPR).
V říjnu 2021 uvedla firma Apple na trh napájecí zdroj typu GaN USB PD dodávající 140 W (28 V a 5 A) s novými MacBooky. V červnu 2023 uvedla firma Framework Computer napájecí zdroj typu GaN USB PD dodávající 180 W (36 V a 5 A) společně s notebookem Framework 16.
V říjnu 2023 USB PD promoter group představila specifikaci verze 3.2, kde AVS (Adjustable Voltage Supply) pracuje se starším rozsahem SPR (Standard Power Range) s minimem 9 V.

## Alternativa
Alternativou USB byl standard IEEE 1394 neboli FireWire. K dispozici byly dvě verze FireWire – původní označovaná dnes jako FireWire 400 neboli IEEE 1394a s rychlostí 400 Mbit/s a FireWire 800 neboli IEEE 1394b s rychlostí až 800 Mbps. FireWire na rozdíl od USB nebyl tolik rozšířen. Ačkoli nominální rychlost FireWire 400 (400 Mbps) se zdá být nižší než u USB 2.0 (480 Mbps), v reálu FireWire dosahovala vyšších rychlostí přenosu dat než USB 2.0, zejména díky nižší režii přenosového protokolu. FireWire byl používán tam, kde rychlost USB 2.0 nedostačovala – zejména na připojení digitálních videokamer, externích disků, v ojedinělých případech i na síťové spojení počítačů peer-to-peer (několikrát vyšší rychlost než 100 Mbps Ethernet).

## Bezpečnost
Zařízení připojené do jiného portu počítače nebo USB hubu často může odposlechnout komunikaci na jiném portu. Pak například hardwarový keylogger skrytý v zařízení připojeném na jiný port může odposlouchávat USB klávesnice, kterými se například zadávají hesla.
I samotný USB kabel může obsahovat elektroniku, která může sloužit k únikům dat.